# 沃洛科拉姆斯克站
沃洛科拉姆斯克站（羅馬化：Volokolamskaya）是俄羅斯莫斯科地鐵的一個車站，位於莫斯科西北部的米金諾區。沃洛科拉姆斯克站是阿爾巴特－波克羅夫卡線的車站，其鄰近兩站是米金諾站和米亞金寧諾站。車站開通於2009年12月26日。